# Maurice Renard (géologue)
Pour les articles homonymes, voir Renard (homonymie) et Maurice Renard.
Maurice Renard, né le 24 mai 1944 à Paris, est un géologue sédimentologue et géochimiste sédimentaire, professeur de l'université Pierre-et-Marie-Curie à Paris, vice-président puis président de cette même université.

## Biographie

### Études
Après un cursus secondaire au collège Felix-Pécaut puis au lycée Chaptal à Paris, il commence des études supérieures en 1963 à la Faculté des sciences de Paris puis prépare, en tant qu’auditeur libre à l’École normale supérieure de Saint-Cloud, l’agrégation de sciences naturelles qu’il obtient en 1967. Il est alors nommé au lycée Alexandre-Ribot de Saint-Omer (Pas-de-Calais) puis au lycée militaire d'Autun (Saône-et-Loire).

### Entrée à l'Université
Il est ensuite recruté en 1969 à la faculté des sciences, devenue en 1970 université Paris VI comme assistant au laboratoire de géologie des bassins sédimentaires dirigé par Charles Pomerol qui sera son co-directeur de thèse avec René Letolle (d). Il obtient son doctorat d’État en 1984 et est nommé professeur en 1987. Il rejoint l’équipe mixte UPMC-CNRS dirigée par Jean Dercourt (UMR 7073 « Paléontologie et Stratigraphie ») dont il deviendra directeur de 1997 à 2001.

### Parcours scientifique
Maurice Renard est spécialiste de la géochimie des éléments traces (Sr, Mg, Mn et Fe) et des isotopes stables ∂18O et ∂13C incorporés dans les carbonates biogènes. À la suite de son travail de thèse où il démontre, qu’au moins dans les carbonates pélagiques, une grande partie du signal géochimique originel est conservée dans les séries anciennes, il peut être considéré comme un des précurseurs de la chimiostratigraphie en France. Avec ses élèves, il développera cette discipline qui utilise les fluctuations physico-chimiques de l’atmosphère et de l’hydrosphère, enregistrées par les carbonates dans leur composition, comme outil de corrélations stratigraphiques et de reconstitutions des paléo-environnements sédimentaires et des paléo-climats.
Par son enseignement, Maurice Renard joua un rôle important dans la diffusion des concepts de stratigraphie séquentielle dans le monde universitaire. Avec ses collaborateurs, Laurent Emmanuel et Marc de Rafélis, il établit les relations entre les séquences de dépôts et la géochimie des carbonates en montrant que l’on pouvait caractériser les cortèges sédimentaires d’une séquence de 3e ordre par leurs teneurs en manganèse qui, de plus, permettaient de distinguer séquences glacio-eustatiques et séquences tectono-eustatiques.
Maurice Renard a ensuite orienté les recherches de son équipe vers la compréhension de l’impact des métabolismes biologiques sur la géochimie des carbonates en créant la jeune équipe « Biominéralisations et paléoenvironnements » qui a maintenant, sous la direction de Marc de Rafélis, intégré l’Institut des Sciences de la Terre de Paris.
Maurice Renard a privilégié, outre sa discipline, l’enseignement en première année de licence et l’enseignement de terrain.

### Parcours administratif

#### Dans l'Université
En 1991, Maurice Renard est élu au Conseil scientifique de l’Université Pierre-et-Marie-Curie.
De 1993 à 2000, il dirige l’UFR 928 « Sciences de la Terre et évolution des milieux naturels ».
En 2000, il interrompt son second mandat pour rejoindre l’équipe présidentielle de Gilbert Béréziat comme chargé de mission puis vice-président chargé des ressources humaines et du budget, fonction qu’il conservera, sous la présidence de Jean-Charles Pomerol, jusqu’à son élection à la présidence de l’Université Pierre-et-Marie-Curie en 2011,.
Maurice Renard s’inscrit dans la lignée des présidents de l’UPMC qui, depuis Jean Lemerle, Gilbert Béréziat, Jean-Charles Pomerol et maintenant Jean Chambaz, ont milité pour l’autonomie des universités et la reconnaissance de leur excellence dans l’enseignement et de leur statut d’opérateur de recherche. En tant que vice-président, il a œuvré pour que l’UPMC participe à la reconstitution d’une université pluridisciplinaire comprenant aussi des sciences sociales et humaines tout d’abord au niveau de Paris Universitas puis de Sorbonne Universités.
Lors du passage de l’UPMC aux RCE (Responsabilités et compétences élargies) Maurice Renard se trouva face à des contraintes budgétaires importantes du fait d'une dotation insuffisante lors du transfert de la masse salariale. Pour assurer la pérennité des emplois, du fonctionnement et des investissements, il dut faire voter par le Conseil d'administration un prélèvement sur le fonds de roulement de l'Université pendant deux années consécutives, ce qui aboutit à un dialogue de gestion avec le rectorat.
Après cette période mouvementée, il mena deux actions : le rétablissement du dialogue social avec les personnels et les syndicats et le développement de la vie étudiante sur le Campus Jussieu. Il fut l’initiateur  de la « Welcome week », semaine d’intégration festive des étudiants de première année qui leur permet de découvrir le campus, les services et les laboratoires de recherche de l’UPMC.
Il a aussi cherché à faire du Campus Jussieu, malgré le handicap du chantier de rénovation,, un lieu d’événements culturels,,,,, par des partenariats avec la Ville de Paris (Nuit blanche) ou avec la Drac (Direction régionale d’action culturelle) d’Île-de-France pour des résidences d'artistes.

#### Sur le plan national
Maurice Renard a été nommé en 1994 au groupe d'experts du ministère de l'Enseignement supérieur et de la Recherche pour l’évaluation des contrats enseignements des établissements et pour les attributions de la prime d'encadrement doctoral et de recherche. 
En 1996, il devient président de la 36e section (Sciences de la Terre) du CNU (Conseil national des Universités) puis, la même année, il est membre du conseil scientifique et de la commission spécialisée des sciences de la Terre de l'INSU (Institut national des sciences de l’Univers).
Il a été membre et vice-président, de 1994 à 2001, du jury de l’agrégation des sciences de la vie et de la Terre.
Il est depuis 2014 professeur émérite de l'UPMC et conseiller scientifique à la DGESIP (Direction générale de l’enseignement supérieur et de l’insertion professionnelle).

#### Sur le plan international
En 1982, il devient secrétaire du PICG/UNESCO sur la limite Eocène/Oligocène.
En 1987, il est coordinateur européen du « working group » Chemostratigraphy de l’American Association of Petroleum Geologists (AAPG)
De 1994 à 1998, il est responsable du thème « géochimie et stratigraphie séquentielle » du programme Péri-Téthys.

## Distinctions
Maurice Renard a reçu, en 1991, le prix Louis-Barrabé de la Société géologique de France.
Il a été nommé, à l'occasion de la promotion du 14 juillet 2012, chevalier de la Légion d'honneur.

## Publications

### Ouvrages d'enseignement
- 1987 : Stratigraphie : méthodes, principes, applications, avec Charles Pomerol, Doin, Paris
- 1988 : Éléments de géologie, avec Charles Pomerol, Armand Colin, Paris, rééd. 1995, 1997  (ISBN 978-2-225-85530-6)
- 1997 : Précis de sédimentologie, avec Isabelle Cojan, Éditions Masson, Paris, rééd. 1999, 2003, 2006, 2013
- 2002 : (en) Sedimentology, avec Isabelle Cojan, Oxford & IBH Publishing, New Delhi
- 2000 : Éléments de géologie, avec Charles Pomerol, Yves Lagabrielle et Stéphane Guillot (2014), Éditions Dunod, Paris, rééd. 2005, 2011, 2014
- 2013 : (pt) Principios de geologia, avec Charles Pomerol, Yves Lagabrielle et Stéphane Guillot, Bookman, Porto Alegre  (ISBN 978-85-6583775-0)
- 2018 : Éléments de géologie (le « Pomerol »), avec Yves Lagabrielle, Marc de Rafélis et Erwan Martin, Éditions Dunod, Paris (16e édition)  (ISBN 978-2-10077867-6)

### Principales publications de recherche
- 1985 : Géochimie des carbonates pélagiques : mise en évidence des fluctuations de la composition des eaux océaniques depuis 140 millions d'années, essai de chimiostratigraphie, Éditions du BRGM, Orléans
- 1986 : Pelagic carbonate chemostratigraphy (Sr, Mg, 18O, 13C), Marine Micropaleontology
- 2001 :  Geochemical characterisation (Mn content) of third order sequences in Upper Jurassic pelagic carbonates of the Vocontian Trough (S.E. France), Eclogae Geologicae Helvetiae
- 2008 : Chemostratigraphy in Rey J., Galeotti S. edits, Stratigraphy, Terminology and practice, Éditions Technip
- 2014 : Evolution of the trace element contents (Sr and Mn) of hemipelagic carbonates from the Zumaia Paleocene section (Guipuscoa, Spain) : implications for the knowledge of seawater chemistry during the Selandian, Bulletin de la Société géologique de France